# برج گاما
برج گاما (انگلیسی: Gama Tower) ساختمان اداری ۶۴ طبقه مستقر در شهر جاکارتای جنوبی، اندونزی است، که در سال ۲۰۱۵ احداث گردید.